# Grand Prix Szwecji na żużlu
Grand Prix Szwecji w sporcie żużlowym – zawody z cyklu żużlowego Grand Prix.
O Wielką Nagrodę Szwecji żużlowcy walczą od początku powstania Grand Prix (od 1995). Przez pierwsze lata GP Szwecji rozgrywano w Linköping. W 1999 zawody wygrał Mark Loram, który został pierwszym zawodnikiem wygrywającym rundę Grand Prix jadąc z dziką kartą.
W latach 2001–04 zawody przeniesiono do stolicy – Sztokholmu na Stadion Olimpijski. W 2003 w wyniku strajku pracowników fizycznych, zawody w Sztokholmie odbyć się nie mogły. By nie dopuścić do nieodbycia rundy, zawody odbyły się na kameralnym stadionie w małym miasteczku Avesta.
Od 2005 do 2007 zawody o Wielką Nagrodę Szwecji odbywały się w Eskilstuna, w latach 2008–2013 żużlowcy ścigali się na sztucznym torze budowanym na bieżni lekkoatletycznej stadionu Ullevi w Göteborgu. Od 2014 roku Grand Prix odbywa się w Målilli, z dwuletnią przerwą na Hallstavik w latach 2018–2019.
Osiem z dwudziestu siedmiu rund wygrywali Australijczycy (w tym cztery zwycięstwa Jasona Crumpa). Sześć razy Wielką Nagrodę Szwecji zdobyli Polacy – Tomasz Gollob (1997), Rune Holta (2008), Maciej Janowski (2018) i trzykrotnie Bartosz Zmarzlik w (2017), (2021) oraz (2022) roku.

## Podium
| Sezon | Nr tur.         | Miejsce    | Stadion              |                  |                   |                  |
| 1995  | 1 (4) wyniki    | Linköping  | Motorstadium         | Tommy Knudsen    | Tony Rickardsson  | Greg Hancock     |
| 1996  | 2 (10) wyniki   | Linköping  | Motorstadium         | Billy Hamill     | Henrik Gustafsson | Tomasz Gollob    |
| 1997  | 3 (14) wyniki   | Linköping  | Motorstadium         | Tomasz Gollob    | Greg Hancock      | Tony Rickardsson |
| 1998  | 4 (23) wyniki   | Linköping  | Motorstadium         | Tony Rickardsson | Chris Louis       | Peter Karlsson   |
| 1999  | 5 (26) wyniki   | Linköping  | Motorstadium         | Mark Loram       | Jimmy Nilsen      | Tony Rickardsson |
| 2000  | 6 (32) wyniki   | Linköping  | Motorstadium         | Jason Crump      | Mark Loram        | Todd Wiltshire   |
| 2001  | 7 (42) wyniki   | Sztokholm  | Stadion Olimpijski   | Jason Crump      | Mikael Karlsson   | Ryan Sullivan    |
| 2002  | 8 (47) wyniki   | Sztokholm  | Stadion Olimpijski   | Tony Rickardsson | Lukáš Dryml       | Greg Hancock     |
| 2003  | 9 (54) wyniki   | Avesta     | Stadion Brovalla     | Ryan Sullivan    | Lukáš Dryml       | Leigh Adams      |
| 2004  | 10 (62) wyniki  | Sztokholm  | Stadion Olimpijski   | Leigh Adams      | Jason Crump       | Tony Rickardsson |
| 2005  | 11 (72) wyniki  | Eskilstuna | Smedstadion          | Jason Crump      | Tony Rickardsson  | Bjarne Pedersen  |
| 2006  | 12 (82) wyniki  | Eskilstuna | Smedstadion          | Jason Crump      | Greg Hancock      | Tomasz Gollob    |
| 2007  | 13 (92) wyniki  | Eskilstuna | Smedstadion          | Leigh Adams      | Hans N. Andersen  | Fredrik Lindgren |
| 2008  | 14 (103) wyniki | Göteborg   | Ullevi               | Rune Holta       | Fredrik Lindgren  | Nicki Pedersen   |
| 2009  | 15 (114) wyniki | Göteborg   | Ullevi               | Emil Sajfutdinov | Jason Crump       | Antonio Lindbäck |
| 2010  | 16 (124) wyniki | Göteborg   | Ullevi               | Kenneth Bjerre   | Tomasz Gollob     | Andreas Jonsson  |
| 2011  | 17 (135) wyniki | Göteborg   | Ullevi               | Chris Holder     | Greg Hancock      | Antonio Lindbäck |
| 2012  | 18 (148) wyniki | Göteborg   | Ullevi               | Fredrik Lindgren | Greg Hancock      | Chris Holder     |
| 2013  | 19 (159) wyniki | Göteborg   | Ullevi               | Emil Sajfutdinov | Chris Holder      | Nicki Pedersen   |
| 2014  | 20 (173) wyniki | Målilla    | Målilla Motorstadion | Tai Woffinden    | Greg Hancock      | Chris Holder     |
| 2015  | 21 (186) wyniki | Målilla    | Målilla Motorstadion | Nicki Pedersen   | Tai Woffinden     | Antonio Lindbäck |
| 2016  | 22 (198) wyniki | Målilla    | Målilla Motorstadion | Greg Hancock     | Jason Doyle       | Piotr Pawlicki   |
| 2017  | 23 (210) wyniki | Målilla    | Målilla Motorstadion | Bartosz Zmarzlik | Antonio Lindbäck  | Fredrik Lindgren |
| 2018  | 24 (219) wyniki | Hallstavik | HZ Bygg Arena        | Maciej Janowski  | Fredrik Lindgren  | Bartosz Zmarzlik |
| 2019  | 25 (229) wyniki | Hallstavik | HZ Bygg Arena        | Emil Sajfutdinow | Martin Vaculík    | Maciej Janowski  |
| 2021  | 26 (250) wyniki | Målilla    | Målilla Motorstadion | Bartosz Zmarzlik | Artiom Łaguta     | Fredrik Lindgren |
| 2022  | 27 (263) wyniki | Målilla    | Målilla Motorstadion | Bartosz Zmarzlik | Fredrik Lindgren  | Maciej Janowski  |

- Zwycięzcy

4x - Jason Crump

3x - Bartosz Zmarzlik, Emil Sajfutdinov

2x - Leigh Adams, Tony Rickardsson

1x - Kenneth Bjerre, Tomasz Gollob, Billy Hamill, Greg Hancock, Chris Holder, Rune Holta, Tommy Knudsen, Mark Loram, Nicki Pedersen, Ryan Sullivan, Fredrik Lindgren, Tai Woffinden, Maciej Janowski
- Finaliści

12x - Greg Hancock

8x - Jason Crump

7x - Tony Rickardsson, Nicki Pedersen, Fredrik Lindgren

5x - Tomasz Gollob, Chris Holder

4x - Leigh Adams, Antonio Lindbäck, Bartosz Zmarzlik, Maciej Janowski, Tai Woffinden

3x - Mark Loram, Emil Sajfutdinov

2x - Lukáš Dryml, Hans Nielsen, Ryan Sullivan, Jason Doyle

1x - Hans N. Andersen, Kenneth Bjerre, Henrik Gustafsson, Billy Hamill, Jarosław Hampel, Rune Holta, Peter Karlsson, Tommy Knudsen, Andreas Jonsson, Chris Louis, Mikael Max (Mikael Karlsson), Jimmy Nilsen, Piotr Pawlicki, Bjarne Pedersen, Todd Wiltshire, Matej Žagar, Artiom Łaguta, Max Fricke, Martin Vaculík